# Корню, Себастьян
Себастьян Корню (фр. Sébastien-Melchior Cornu; 1804—1870) — французский художник, писавший на исторические темы.

## Биография
Родился в 1804 году в Лионе.

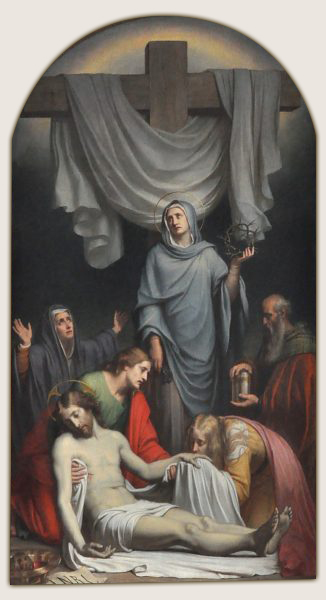
Снятие с креста (1856)

Первоначально учился живописи у Флёри Ришара и Жана-Клода Боннефона. Затем отправился в Париж и поступил в мастерскую Энгра.
Кроме живописи занимался оформительскими работами в Версале и аббатстве Сен-Жермен-де-Пре (после смерти Ипполита Фландрена).
Умер в 1870 году в городе Лонпон департамента Эна.